# 1 − 2 + 3 − 4 + ⋯
1 - 2 + 3 - 4 + ... är en serie vars termer är successiva heltal med alternerande tecken. Summan av de första m termerna i serien kan uttryckas som 
{\displaystyle \sum _{n=1}^{m}n(-1)^{n-1}.}
Serien divergerar vilket betyder att följden av partiella summor, (1, −1, 2, −2, …), inte går mot någon ändlig gräns. Ekvivalent säger man att 1 - 2 + 3 - 4 + ... saknar en summa. Dock skrev Leonhard Euler under mitten av 1700-talet ner vad han ansåg var en paradoxal ekvation:
{\displaystyle 1-2+3-4+\cdots ={\frac {1}{4}}.}
En rigorös förklaring av ekvationen kom inte förrän långt därefter. 1890 började Ernesto Cesàro, Émile Borel med flera undersöka väldefinierade metoder för att utpeka generaliserade summor till alternerande serier, däribland fanns nya tolkningar från Eulers försök. Många av dessa summeringsmetoder tilldelar vanligtvis 1 - 2 + 3 - 4 + ... värdet 1⁄4. Cesàrosummering är en av de få metoder som inte summerar 1 - 2 + 3 - 4 + ..., så serien är ett exempel där en starkare metod, exempelvis Abelsummering, krävs.
Serien är nära relaterad till Grandis serie 1 - 1 + 1 - 1 + .... Euler behandlade de två som speciella fall av {\displaystyle 1-2^{n}+3^{n}-4^{n}+...} för godtyckliga n i en rad efterforskningar som utökade hans arbete av Baselproblemet och ledde till funktionalekvationerna för vad som idag är känt som Dirichlets etafunktion och Riemanns zetafunktion.

## Divergens
Seriens termer (1, -2, 3, -4 ...) närmar sig inte 0 och därför divergerar 1 - 2 + 3 - 4 + ... enligt termtestet. För senare referens är det även användbart att iaktta divergensen på en grundläggande nivå. Konvergensen eller divergensen av en oändlig serie avgörs av följden av partiella summor av serien, och de partiella summorna av 1 - 2 + 3 - 4 + ... är:
1 = 1,
1 − 2 = −1,
1 − 2 + 3 = 2,
1 − 2 + 3 − 4 = −2,
1 − 2 + 3 − 4 + 5 = 3,
1 − 2 + 3 − 4 + 5 − 6 = −3,
…
Den här följden är anmärkningsvärd på grund av att varje heltal kommer med en gång - även 0 om man räknar den tomma partiella summan - och därmed visar summan på att heltalen är uppräkneliga. Ordningsföljden hos partiella summor visar tydligt att serierna inte konvergerar till ett speciellt tal, så 1 - 2 + 3 - 4 + ... divergerar.